# 宮崎市立宮崎小学校
宮崎市立宮崎小学校（みやざきしつ みやざきしょうがっこう）は、宮崎県宮崎市旭1丁目にある公立小学校。

## 概要
- 生徒数：430名
- 学級数：標準12 特別支援2
（2015年5月1日現在）[1]

## 教育方針
教育目標
「豊かな心・生きる学力・健康な体を養い、一人一人が自分のよさを最大限に発揮して、たくましく生きながら、人のため世の中のために貢献できる人間を育てる」
目指す児童像
- みんな仲よく決まりを守る子ども
- やさしく明るく礼儀のよい子ども
- しごとに励み頑張りぬく子ども
- よく考え真剣に勉強する子ども
- うんどうに励み元気のよい子ども

## 沿革
- 1872年（明治5年） - 八幡神社（現・宮崎八幡宮）境内の杉田千蔭私塾に「上別府小学」を開設。徳善寺内に「上野町小学校」を開設。
- 1875年（明治8年） - 新校舎を建築し、2校を合併して「宮崎学校」を開設。
- 1876年（明治9年） - 「宮崎共立学校」に改称。
- 1886年（明治19年） - 小学校令が施行される。現在置に校舎を新築し、高等小学校が併置される。
- 1887年（明治20年） - 「尋常宮崎小学校」に改称。宮崎県尋常師範学校附属小学校の代用となる。
- 1889年（明治22年）4月1日 - 町村制の施行により、宮崎町立の小学校となる。
- 1892年（明治25年）4月1日 - 「宮崎尋常小学校」に改称。
- 1893年（明治26年）3月31日 - 宮崎県尋常師範学校の代用附属を解かれる。
- 1904年（明治37年） - 高等科（修業年限4年）を併置し、「宮崎尋常高等小学校」に改称。
- 1907年（明治41年）4月1日 - 小学校令の改正により、義務教育年限（尋常科の修業年限）が4年から6年に延長される（尋常科6年・高等科2年）。
  - 旧高等科1年を尋常科5年、旧高等科2年を尋常科6年、旧高等科3年を高等科1年、旧高等科4年を高等科2年とする。
- 1914年（大正3年）11月15日 - 校舎を改築竣工（この日を創立記念日とした）。
- 1920年（大正9年）4月1日 - 第二宮崎尋常小学校の開設により、児童を分離。
- 1933年（昭和8年）4月1日 - 高等科を廃し「第一宮崎尋常小学校」に改称。
- 1941年（昭和16年）4月1日 - 国民学校令の施行により「宮崎市第一宮崎国民学校」に改称。尋常科を初等科に改める。
- 1947年（昭和22年）4月1日 - 学制改革（六・三制の実施）により「宮崎市立第一宮崎小学校」に改称。
- 1950年（昭和25年）2月 - 「宮崎市立宮崎小学校」に改称。
- 1956年（昭和31年）5月7日 - プールを設置。
- 1961年（昭和36年）4月 - 特殊学級を開設。
- 1967年（昭和42年）9月1日 - 言語治療学級を開設。
- 1971年（昭和46年）4月1日 - 宮崎県内で初めて難聴学級が開設される。
- 1972年（昭和47年）11月15日 - 創立100周年記念式典を挙行。
- 1973年（昭和48年）8月1日 - 教育工学室設置。
- 1977年（昭和52年）4月1日 - 情緒学級（1学級）と弱視学級（1学級）の開設。
- 1982年（昭和57年）11月14日 - 創立110周年記念式典挙行し、発表会とフェスティバル開催。
- 1987年（昭和62年）11月15日 - 創立115周年記念式典を挙行。
- 1992年（平成4年）
  - 3月26日 - パソコン教室（21台）設置。
  - 11月15日 - 創立120周年記念式典を挙行。（記念行事「宮小を語る会」）
- 1997年（平成9年）
  - 7月29日 - 新校舎建築着工。
  - 11月15日 - 創立125周年記念学習発表会開催。
- 1998年（平成10年）
  - 3月18日 - 新校舎竣工。
  - 4月5日 - 新校舎の全面併用開始。
  - 5月26日 - 創立125周年記念と新校舎落成記念の両式典挙行。
- 1999年（平成11年）8月18日 - パソコンの入替を行い、20台設置。
- 2002年（平成14年）
  - 9月2日 - 磁器食器導入。
  - 11月15日 - 創立記念日（130周年）。
- 2007年（平成19年）
  - 3月9日 - 校内パソコン更新し、利用開始。
  - 8月 - この月から12月まで、体育館耐震工事。
  - 11月4日 - 創立135周年記念行事たちばな祭開催。
  - 12月26日 - 体育倉庫工事完了。
- 2008年（平成20年）3月11日 - バックネット修理完了。
- 2009年（平成21年）
  - 1月15日 - 北側通路の外灯工事。
  - 3月31日 - 多目的ホールに1教室増築。
  - 10月29日 - ブランコ新設。
- 2010年（平成22年）
  - 2月13日 - 全教室に大型デジタルテレビ設置配備。
  - 2月23日 - 体育館トイレ新設。
  - 3月24日 - 小プールの浄化用機械室完成。
  - 10月1日 - 給食室改修工事。
  - 11月26日 - 管理棟天窓フェンス取付。
  - 12月11日 - 西門第二門扉取付。
- 2011年（平成23年）
  - 2月8日 - 体育館ステージカーテン新調。
  - 2月25日 - 南校舎2階手洗い場屋根取付。
  - 6月3日 - 学校支援ボランティア組織が発足し、学習支援・図書・安全見守り・環境整備ボランティア活動が開始。
- 2012年（平成24年）
  - 8月27日 - 140周年記念事業として、給食着を全学年に買い揃える。
  - 9月3日 - 県企業局の協力を得て、地震・津波避難訓練を実施。
  - 11月4日 - 140周年記念行事を実施し、「響座」スクールコンサート開催。
- 2013年（平成25年）3月 - 南校舎2階多目的ホールに1教室増築。
- 2016年（平成28年）3月 - プール床面工事及び運動場南側フェンス設置、学校の木「けやき」樹勢回復工事。
- 2017年（平成29年）11月19日 - 創立145周年記念行事開催。
- 2018年（平成30年）10月 - 南校舎2階に教室増設。
- 2020年（令和2年）
  - 3月 - 新型コロナウィルス感染拡大防止のため5月まで全国一斉の臨時休校。
  - 8月 - 普通教室にエアコン設置。
- 2021年（令和3年）
  - 3月 - 児童1人1台のタブレットPC配置。
  - 10月 - 運動場にはん登棒新設。
- 2020年（令和4年）3月 - 大プール改修工事と防災用かまどベンチ設置。
- 2022年（令和6年）11月13日 - 創立150周年記念式典挙行[2]。

## 通学区域
「宮崎市立小中学校の通学区域に関する規則」により指定された通学区域は以下の通り。

| - 旭1丁目 - 旭2丁目 - 老松1丁目 - 老松2丁目 - 川原町 - 瀬頭1丁目 - 瀬頭2丁目 - 橘通東1丁目 - 橘通東2丁目 - 橘通東3丁目 | - 宮田町 - 橘通西1丁目 - 橘通西2丁目 - 橘通西3丁目 - 広島1丁目 - 広島2丁目 - 別府町 - 松山1丁目 - 松山2丁目 - 堀川町 | - 瀬頭町 - 永楽町の一部 - 上野町の一部 - 中央通の一部 - 昭和町の一部 - 浄土江町の一部 - 宮崎駅東1丁目 |

## 交通
最寄りの鉄道駅
日豊本線 宮崎駅西口より1km（車5分、徒歩15分）
最寄りのバス停
宮崎交通バス
- 「県庁前」（東側）バス停より210m（徒歩3分）
- 「松山1丁目」バス停より230m（徒歩3分）

最寄りの道路
宮崎県道11号宮崎島之内線 「瀬頭西」交差点

## 周辺
- 宮崎市立宮崎中学校
- 宮崎県庁
- 宮崎県警察本部
- 宮崎簡易裁判所
- 福岡高等裁判所宮崎支部